# Fluctuatie-dissipatiestelling
De fluctuatie-dissipatiestelling of het fluctuatie-dissipatietheorema is een natuurkundige stelling die in de statistische mechanica gebruikt wordt om het gedrag te voorspellen van een systeem dat thermodynamisch in zogenaamd detailed balance is.
Volgens deze stelling zijn in een systeem de effecten van een spontane fluctuatie en van dissipatie gelijk. Onomkeerbare (irreversibele) dissipatie van energie tot warmte wordt net zo beschreven als omkeerbare fluctuaties in thermodynamisch evenwicht. De stelling veronderstelt dat de verstoring van het systeem (elektrische velden, mechanische krachten, licht enzovoort) zo zwak is dat relaxatietijden van het systeem niet veranderen.
De fluctuatie-dissipatiestelling is zowel van toepassing op systemen die door klassieke natuurkunde beschreven worden als op kwantummechanische systemen.
Hoewel de stelling voor het eerst door Nyquist in 1928 werd ingevoerd, kwam het algemene bewijs pas in 1951 dankzij Herbert B. Callen en Theodore A. Welton.
De fluctuatie-dissipatiestelling veronderstelt dat de reactie van een systeem in thermodynamisch evenwicht op een kleine verstoring dezelfde is als de reactie op een spontane fluctuatie. Zo is er een direct verband tussen de eigenschappen van de fluctuaties en de lineaire responsie. Vaak treedt hierbij exponentieel verval op.

## Voorbeelden

### Brownse beweging
Albert Einstein merkte in zijn artikel over de brownse beweging uit 1905 op dat dezelfde willekeurige krachten die een deeltje in een vloeistof een dronkemanswandeling laten uitvoeren ook weerstand van de vloeistof oproepen. De fluctuatie van het deeltje in rust leidt tot dissipatieve weerstand, als het systeem verstoord wordt.
Door gelijkstelling van uitdrukkingen voor beide factoren vond hij met behulp van statistische fysica een onverwacht verband, de Einstein-Smoluchowski relatie:
{\displaystyle D=\mu _{p}\,k_{B}T}
met
{\displaystyle D} de diffusieconstante,
{\displaystyle \mu _{p}} de beweeglijkheid van de deeltjes (de verhouding tussen eindsnelheid en de uitwendige kracht, {\displaystyle \mu =v_{d}/F}
{\displaystyle k_{B}\approx 1{,}38065\times 10^{-23}} m² kg s−2K−1 de constante van Boltzmann en
{\displaystyle T} de absolute temperatuur.

### Thermische ruis in een weerstand
In 1928 ontdekte John B. Johnson en verklaarde Harry Nyquist een nieuw soort ruis, de Johnson–Nyquist-ruis. Zonder dat er een stroom loopt, hangt de mean-square spanning af van de weerstand R, {\displaystyle k_{B}T} en de bandbreedte {\displaystyle \Delta \nu } waarover de spanning wordt gemeten:
{\displaystyle \langle V^{2}\rangle =4Rk_{B}T\,\Delta \nu .}

### Langevinvergelijking
Voor een fluctuerende kracht {\displaystyle n(t)} in de Langevinvergelijking (van Paul Langevin) geldt het verband voor witte ruis:
{\displaystyle \langle n(t)n(t')\rangle ={\frac {2k_{\mathrm {B} }T}{\mu }}\delta (t-t').}